# برشلونة موسم 1998–99
خلال موسم 1998–99، احتفظ نادي برشلونة مرة أخرى بلقب الدوري الإسباني. استمتع برشلونة بموسم رائع مع التعاقدات الجديدة رونالد دي بور، باتريك كلويفرت، فرانك دي بور، ماوريسيو بيليغرينو، بودوين زيندن وفيليب كوكو. عانى برشلونة من بداية صعبة في الدوري في بداية الموسم، لكن برشلونة نجح فيما بعد في تحقيق تحول ملحوظ ليضمن لقب الدوري في أواخر مايو، وذلك بفضل العديد من الانزلاقات التي عانى منها ريال مدريد.
خرج برشلونة من ربع نهائي كأس ملك إسبانيا على يد فالنسيا.
بعد أداء باهت آخر في مرحلة المجموعات الأولى ضد عملاقين أوروبيين بايرن ميونخ ومانشستر يونايتد، مع انتصارات وتعادلات وهزائم مرتين على التوالي، منع برشلونة من التأهل إلى ربع نهائي دوري أبطال أوروبا.